# 大悲山の石仏

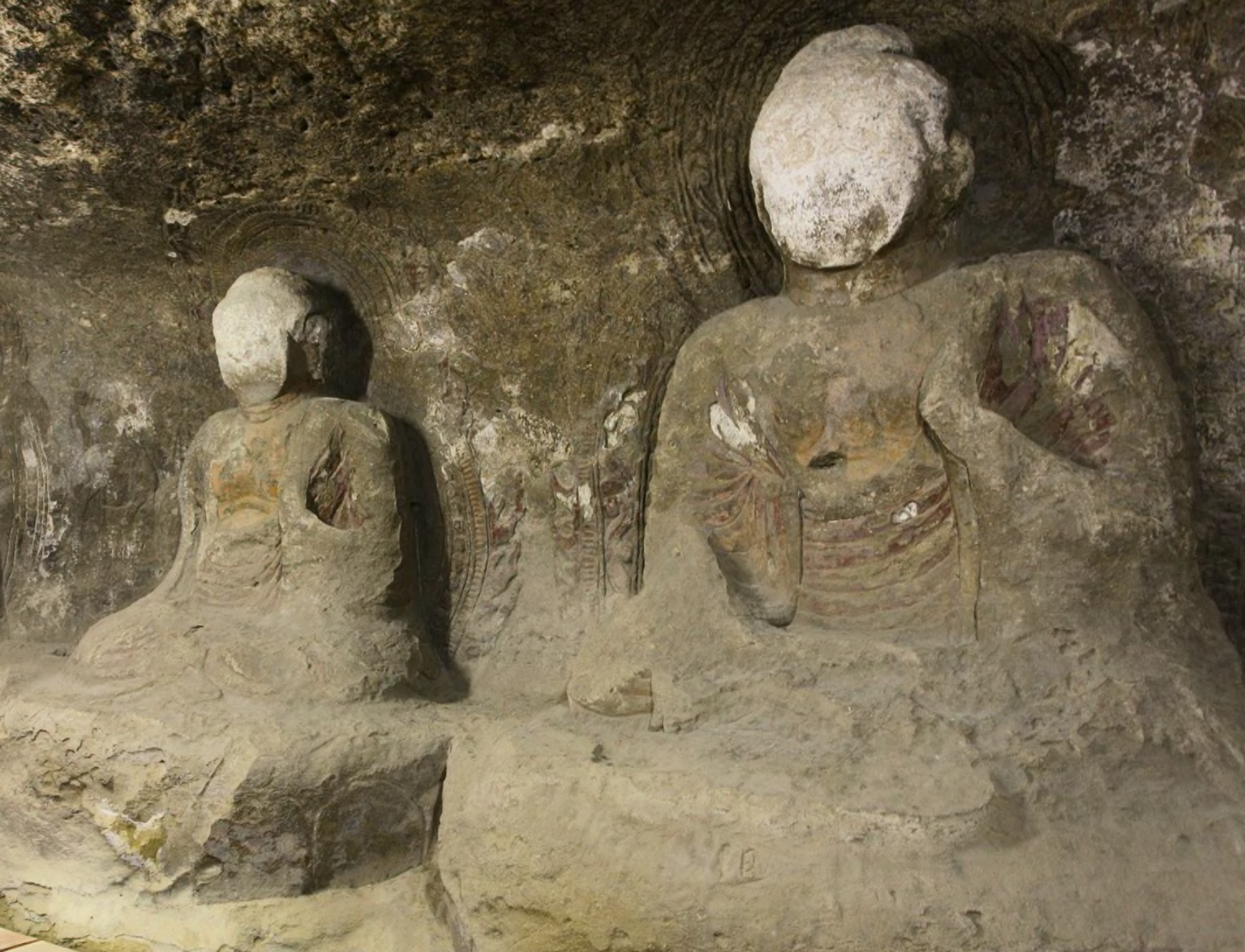

大悲山の石仏（だいひさんのせきぶつ）は、福島県南相馬市小高区にある石仏群の総称である。地元では、大谷磨崖仏（栃木県宇都宮市）、臼杵磨崖仏（大分県臼杵市）とともに「日本三大磨崖仏」に数えている。昭和5年（1930年）7月8日に「薬師堂石仏 附 阿弥陀堂石仏（やくしどうせきぶつ つけたり あみだどうせきぶつ）」として国の史跡に指定された。
なお、丘陵内にある「大悲山の大スギ」は福島県天然記念物に指定されている。

## 概要
大悲山の石仏は、小高市街地南方の小丘陵の中腹の岩窟に所在し、「薬師堂石仏」「観音堂石仏」「阿弥陀堂石仏」と呼ばれる3箇所の石仏群の総称である。
「薬師堂石仏」は凝灰質砂岩をくり抜き、間口15メートル、高さ5.5メートルの空間を造り、4体の如来像と2体の菩薩像を浮彫で表現し、さらにその間に線刻で2体の菩薩像と飛天が彫られている。「薬師堂石仏」は現在は覆屋（薬師堂）の中に保存されており、大悲山の石仏群の中で最も保存状態が良い。
「観音堂石仏」は高さ9メートルをほこる千手観音坐像を中心に、その周囲に化仏と呼ばれる小さい仏像が壁面に多数彫られている。千住観音坐像は日本最大級の高さをほこるが保存状態はあまりよくない。
「阿弥陀堂石仏」は薬師堂石仏のすぐ北側に位置するが、現在は形が分からないほどに剥落している。伝承では阿弥陀仏が刻まれていたという。
これらの石仏群は平安時代に造立されたといわれているが、石仏の造立者や造立の歴史的背景は分かっておらず、未だに謎の多い石仏群である。
2011年に発生した東日本大震災で、千手観音像の覆屋が倒壊する被害が出た。2016年1月に修復工事が完了した。

## 所在地
福島県南相馬市小高区泉沢薬師前（常磐線桃内駅より徒歩20分）